# Agykontroll (módszer)
Az agykontroll egy önfejlesztő módszer, amelyet az autodidakta amerikai José Silva fejlesztett ki az 1960-as években. Magába foglalja a pozitív gondolkodást, a meditációt és az önhipnózist, legfontosabb elemei pedig az ellazulás, az önszuggesztiók és a vizualizálás. A módszert 1999-ben közel kétszáz országban közel ezer hivatalos oktató tanította.
Az agykontroll az elme fejlesztésének tudománya, nem világnézet és független az ideológiától, de egyes egyházi kritikusok vallási mozgalomként hivatkoznak rá. Minősítették már önvallásnak, új vallási mozgalomnak és kultusznak, de áltudománynak is.
A módszer egy agyműködési állapot elérésén és fenntartásán alapul, amit alfa  állapotnak neveznek, ahol az agyhullámok frekvenciája 7–12/14 Hz.

## Történet
A mexikói származású, de már Texasban született és ott élő José Silva rádió- és televíziószerelő volt, aki megismerkedett egy pszichológussal, aki megismertette az emberi pszichológiával és a hipnózis módszerével.
Silva elkezdte tanulmányozni az emberi pszichét és az agyműködést. Mintegy húsz év alatt fejlesztette módszerét, amely az 1960-as évek közepén csúcsosodott ki egy mentális tréning program közzétételével, amelyet Silva-féle agykontrollnak nevezett el.

## Művek magyarul
- José Silva–Philip Miele: Agykontroll Silva módszerével; ford. Domján László, Domjánné Harsányi Katalin, Domján Gábor; Domján László, Bp., 1989
- José Silva: A Silva-módszer. Az emberiség megjobbításáért; ford. Domján László, Domján Gábor, Domjánné Harsányi Katalin; Agykontroll, Bp., 1990
- José Silva–Robert B. Stone: Gyógyíthatsz. Az öngyógyítás és gyógyítás döbbenetes módja; ford. Domján László, Domján Andrea; Agykontroll, Bp., 1990
- Justin Berlitz: Vallás és agykontroll?, Agykontroll, Bp., 1992
- José Silva–Ed Bernd: A sikeres üzletember, Édesvíz, Bp., 1992
- Agykontroll sikerek; Agykontroll, Bp., 1993
- Agykontroll. Tanfolyami kézikönyv; José Silva és munkatársai anyagának felhasználásával összeáll. Domján László, Domján Gábor; Agykontroll, Bp., 1996
- Hétköznapi csodák agykontroll(lal); szerk. Domján László, Sólyom Ildikó; Agykontroll, Bp., 1997
- Útravaló agykontrollosoknak; szerk. Domján László, Sólyom Ildikó; Agykontroll, Bp., 1998
- Ed Bernd: José Silva-féle agykontroll, Alexandra, Pécs, 2000
- Újabb hétköznapi csodák agykontroll(lal); szerk. Domján László, Sólyom Ildikó; Agykontroll, Bp., 2001
- Domján László–Kígyós Éva–Sólyom Ildikó: Gyógyulj meg!; Agykontroll, Bp., 2001
- Agykontroll tanfolyam után; az újraprogramozáshoz felhasznált mentális gyakorlatok szövegét José Silva írta és Domján Gábor ford.; Agykontroll, Bp., 2003 + CD
- A hatékony tanulás mesterfogásai. Munkafüzet; Agykontroll, Bp., 2004 + DVD
- Gyerekként is egyre jobban. Információ a gyerekagykontroll-tanfolyamokról felnőtteknek és ösztönző sikertörténetek gyerekeknek; szerk. Domján László, Sólyom Ildikó; Agykontroll, Bp., 2007
- Vallás, agykontroll, ima; szerk. Domján László; Agykontroll Kft., Bp., 2009
- José Silva–Ed Bernd: Érzékeken túli észlelés José Silva módszerével, Alexandra, 2010
- Bokor Edith: Meghökkentő – Agykontrollsikerek, M & B Kiadó, 2011
- További hétköznapi csodák agykontroll(lal); szerk. Domján László, Sólyom Ildikó; Agykontroll, Bp., 2012
- Domján László–Kígyós Éva: Praktikus tanácsok agykontrollosoknak; Agykontroll, Bp., 2015